# Deutsche Feldhandball-Meisterschaft 1953
Die Deutsche Feldhandball-Meisterschaft 1953 wurde in einem Endrundenturnier zwischen dem 10. Mai und dem 28. Juni 1953 ausgespielt. Das Turnier war die vierte vom DHB ausgerichtete Meisterschaftsrunde im Feldhandball der Männer. Das Endspiel fand am 28. Juni 1953 vor 10.000 Zuschauern auf dem Kieler Holsteinplatz statt.
Deutscher Meister wurde erneut die SV Polizei Hamburg, die im Frühjahr bereits die Hallenmeisterschaft gewonnen hatte. Die Hamburger besiegten im Endspiel den THW Kiel mit 19:15 und gewannen damit den fünften Feldhandball-Meistertitel ihrer Vereinsgeschichte, den dritten Feld-Titel in ununterbrochener Folge.

## Modus
Auf seiner Jahreshauptversammlung 1952 hatte der DHB beschlossen, den Modus der Meisterschaftsendrunde 1953 an jenen des Fußballs anzulehnen. Das hieß: statt 16 wie im Vorjahr waren nur noch acht Mannschaften über die Endrunden der Regionalmeisterschaften zur Teilnahme qualifiziert. Diese ermittelten in zwei Gruppen mit Hin- und Rückspielen die Teilnehmer am Finale; Platzierungsspiele wurden nicht durchgeführt.
In Gruppe I traten an: SV Polizei Hamburg (Norddeutscher Meister, Titelverteidiger, Deutscher Meister (Halle) 1953), Frisch Auf Göppingen (Süddeutscher Vizemeister), Reinickendorfer Füchse (Berliner Meister) und Bayer 04 Leverkusen (Westdeutscher Vizemeister).
Gruppe II setzte sich zusammen aus: THW Kiel (Norddeutscher Vizemeister), SV Harleshausen (Süddeutscher Meister), RSV Mülheim (Westdeutscher Meister) und TSG Haßloch (Südwestdeutscher Meister).
Die Spieldauer betrug 2 × 30 Minuten.

## Turnierverlauf
Der Titelverteidiger SV Polizei Hamburg setzte sich in seinen Gruppenspielen überlegen durch und gab lediglich beim Berliner Meister einen Punkt ab. Überraschend war dabei insbesondere der klare Erfolg in Göppingen über die favorisierte Mannschaft Bernhard Kempas, wo die Hamburger im Vorjahr nur knapp hatten gewinnen können. In diesem Jahr dagegen führte der Polizeiverein nach 36 Minuten schon mit 11:1, und auch der Ausfall Otto Maychrzaks, der 20 Minuten vor Ende der Begegnung bewusstlos vom Platz getragen werden musste, konnte den Erfolg nicht verhindern.
Der Finalgegner aus Kiel dagegen hatte in seiner Gruppe mehr Probleme, vor dem letzten Spieltag der Gruppenphase lagen die „Zebras“ noch hinter dem Süddeutschen Meister aus dem Kasseler Stadtteil Harleshausen, konnten also das Endspiel nicht mehr aus eigener Kraft erreichen. Harleshausen unterlag aber am letzten Spieltag dem RSV Mülheim, so dass es wie 1950 und 1951 zum norddeutschen Finale kam.
Der Sieg der Hamburger im Endspiel war in erster Linie ein Erfolg der starken Abwehr um Werner Vick, mit Heinz Singer im Tor als sicherem Rückhalt.

### Gruppe I
SV Polizei Hamburg – Frisch Auf Göppingen: 13:7 / 15:6
SV Polizei Hamburg – Reinickendorfer Füchse: 18:13 / 12:12
SV Polizei Hamburg – Bayer 04 Leverkusen: 26:8 / 11:6
Frisch Auf Göppingen – Reinickendorfer Füchse: 15:9 / 13:17
Frisch Auf Göppingen – Bayer 04 Leverkusen: 21:12 / 19:8
Reinickendorfer Füchse – Bayer 04 Leverkusen: 12:11 / 10:12
|    | Tabelle Gruppe I       | Sp. | S | U | N | Tore  | Diff. | Punkte |
| -- | ---------------------- | --- | - | - | - | ----- | ----- | ------ |
| 1. | SV Polizei Hamburg     | 6   | 5 | 1 | 0 | 95:52 | +43   | 11:1   |
| 2. | Frisch Auf Göppingen   | 6   | 3 | 0 | 3 | 81:74 | +7    | 6:6    |
| 3. | Reinickendorfer Füchse | 6   | 2 | 1 | 3 | 73:81 | −8    | 5:7    |
| 4. | SV Bayer 04 Leverkusen | 6   | 1 | 0 | 5 | 57:99 | −42   | 2:10   |

### Gruppe II
THW Kiel – SV Harleshausen: 15:13 / 10:13
THW Kiel – RSV Mülheim: 15:14 / 9:9
THW Kiel – TSG Haßloch: 19:8 / 23:16
SV Harleshausen – RSV Mülheim: 14:10 / 11:16
SV Harleshausen – TSG Haßloch: 16:10 / 21:15
RSV Mülheim – TSG Haßloch: 18:9 / 17:13
|    | Tabelle Gruppe II | Sp. | S | U | N | Tore   | Diff. | Punkte |
| -- | ----------------- | --- | - | - | - | ------ | ----- | ------ |
| 1. | THW Kiel          | 6   | 4 | 1 | 1 | 91:73  | +18   | 9:3    |
| 2. | SV Harleshausen   | 6   | 4 | 0 | 2 | 88:76  | +12   | 8:4    |
| 3. | RSV Mülheim       | 6   | 3 | 1 | 2 | 84:71  | +7    | 7:5    |
| 4. | TSG Haßloch       | 6   | 0 | 0 | 6 | 71:114 | −43   | 0:12   |

### Endspiel
THW Kiel – SV Polizei Hamburg: 15:19 (6:9)